# أندرو سوليفان (كرة سلة)
أندرو سوليفان (بالإنجليزية: Andrew Sullivan) مواليد 12 فبراير 1980 في لندن، هو لاعب كرة سلة بريطاني  بدأ مسيرته الاحترافية في سنة 2003 يلعب مع فريق لستر رايدرز في دوري كرة السلة البريطاني ويحمل الرقم 15. يبلغ طوله 6 قدم 8 بوصة (2.0 م). مثّل منتخب بلاده. شارك في مسابقة كرة السلة في الألعاب الأولمبية الصيفية.

## فرق لعب لها
- نيوكاسل إيجلز
- جوفينتوت بادالونا
- لستر رايدرز

## روابط خارجية
- أندرو سوليفان على موقع الاتحاد الدولي لكرة السلة (الإنجليزية)
- أندرو سوليفان على موقع الدوري الأوروبي لكرة السلة (الإنجليزية)
- أندرو سوليفان على موقع الدوري الإسباني لكرة السلة (الإسبانية)
- أندرو سوليفان على موقع كرة السلة الأوروبية.كوم (الإنجليزية)
- أندرو سوليفان على موقع كلية كرة السلة في سبورتس رفرنس.كوم (الإنجليزية)
- أندرو سوليفان على موقع ريلجم (الإنجليزية)
- أندرو سوليفان على موقع بروبوليرز (الإنجليزية)
- أندرو سوليفان على موقع سبورتس رفرنس (الإنجليزية)
- أندرو سوليفان على موقع اللجنة الأولمبية الدولية (الإنجليزية)
- أندرو سوليفان على موقع أوليمبيديا (الإنجليزية)